# روبرت برترام سيرجنت
روبرت بيرترام سرجينت أو سارجنت (بالإنجليزية: Robert Bertram Serjeant)‏ (23 مارس 1915 - 29 أبريل 1993) باحث ورحالة بريطاني وأحد المستعربين البارزين في جيله.

## نبذة
ولد ونشأ في إدنبرة ودرس في جامعة إدنبرة على يد العالم القرآني ريتشارد بيل. حصل على الماجستير في عام 1935، وانتقل إلى كلية ترينيتي، كامبريدج، وأكمل أطروحة الدكتوراه في المنسوجات الإسلامية تحت إشراف البروفيسور تشارلز ستوري حصل على منحة دراسية للعمل في مدرسة الدراسات الشرقية والإفريقية مع الأستاذ آرثر ستانلي تريتون. وعمل سيرجنت في عدن في عام 1940، ولكن مع استمرار الحرب العالمية الثانية، تم تكليفه بالحرس الحكومي في عدن، حيث قضى وقتاً في سلطنة الصبيحي في جنوب الجزيرة العربية.
عاد إلى المملكة المتحدة في عام 1941، حيث قام بتحرير المستمع العربي في البي بي سي. عندما انتهت الحرب، استأنف مسيرته الأكاديمية في مدرسة الدراسات الشرقية والإفريقية، وفي عام 1947 توجه لدراسة اللغة والمجتمع في منطقة حضرموت اليمن في شبه الجزيرة العربية. ومن هناك نشر كتاباً بعنوان النثر والشعر من حضرموت عام 1951. في عام 1955 ، أصبح رئيسًا لقسم الغة العربية الحديثة في مدرسة الدراسات الشرقية والإفريقية. في عام 1964، دفعه صديقه البروفيسور آرثر آربري للعودة إلى كامبريدج حيث تم تعيينه محاضرًا في التاريخ الإسلامي. كما شغل منصب مدير مركز الشرق الأوسط في كلية بيمبروك في كامبريدج، وظل في هذا المنصب حتى تقاعده عام 1981. وتعين سيرجنت بعد وفاة أربيري عام 1969 أستاذًا للغة العربية كرسي السير توماس آدامز للعربية، وترجم كتاب البخلاء للجاحظ. عاد سيرجنت بعد تقاعده إلى مسقط رأسه اسكتلندا حيث واصل بحثه الأكاديمي.
صدر كتاب إهدائي إلى البروفسور روبرت سيرجنت في عام 1983، بمناسبة تقاعده من كرسي السير توماس آدم للغة العربية في جامعة كامبردج، ويضم قائمة بأعماله المنشورة، من كتاب ومقالات ومراجعات.
من أبرز أعماله كتاب "البرتغاليون قبالة الساحل العربي الجنوبي"، الصادر عن مطبعة كلارندون في عام 1963، و كتاب «صنعاء: مدينة عربية إسلامية» (1983) الذي كتبه وشارك في تحريره مع البروفيسور رونالد ليكوك، ويعد هذا الكتاب أشمل مرجع عن العاصمة اليمنية صنعاء.
تزوج سيرجنت بالطبيبة ماريون روبرتسون عام 1941 حتى وفاته في أبريل 1993، ورثاه زملاؤه من أنحاء العالم. في عام 1995 تبرعت أرملته بمكتبته التي تضم ما يقرب من 5000 مجلد عن الإسلام واليمن بالإضافة إلى مخطوطاته غير المنشورة إلى جامعة إدنبرة.

## أبرز المؤلفات
- «البرتغاليون قبالة الساحل العربي الجنوبي»، الذي نشرته دار نشر جامعة أكسفورد في عام 1963.[4](تُرجم إلى العربية).[5]
- «صنعاء: مدينة عربية إسلامية»، نُشر في 1983، كتبه وشارك في التحرير مع البروفيسور "رونالد لوكوك".
- موانئ عدن والشحر (فترة العصور الوسطى).[6]
- نثر وشعر من حضرموت (تُرجم إلى العربية).[7]